# حركة حقوق المثليين والمثليات
إن حركة حقوق المثليين والمثليات ومزدوجي التوجه الجنسي والمتحولين جنسيًا ومزدوجي النوع واللاجنسيين وغيرهم (LGBTQIA+)، أو مجتمع الميم هي حركات اجتماعية تدافع عن الأشخاص المثليين في المجتمع. قد تركز الحركات الاجتماعية على المطالبة بتساوي الحقوق، مثل الحركة الألفينية من أجل المساواة في الزواج، أو قد تركز على الحرية الشخصية، مثل حركة تحرير المثليين في الستينيات والسبعينيات. ركزت الحركات السابقة على مساعدة المثليين على تقبل الذات ومساعدة الشخص لنفسه، مثل الحركة الهوموفيالية (homophile) في الخمسينات. على الرغم من عدم وجود منظمة مركزية أساسية تمثل جميع الأشخاص ذوي الميول الجنسية المثلية والثنائية والمتحولين إلى الجنس الآخر ومصالحهم، فإن العديد من منظمات حقوق المثليين ناشطة في جميع بقاع العالم. تأسست أوائل المنظمات لدعم حقوق مجتمع الميم في القرن التاسع عشر.
من الأهداف الشائعة بين هذه الحركات هو المساواة الاجتماعية للأشخاص المثليين، ولكن لا يزال هناك إنكار لحقوق مجتمع الميم الكاملة. وركز البعض أيضًا على بناء دوائر تجمع مجتمع الميم، أو العمل على نشر التحرر من أجل المجتمع ككل بنزع الخوف من المثليين ومزدوجي الميل الجنسي والمتحولين جنسياً. هناك صراع عنيف من أجل حقوق المثليين اليوم. تتكون حركات مجتمع الميم التي يتم تنظيمها حديثاً من مجموعة واسعة من الأنشطة السياسية والثقافية، شاملة: الضغط السياسي، ومسيرات الشوارع، والمجموعات على شبكات التواصل الاجتماعي، ووسائل الإعلام، والفن، والأبحاث.

## نظرة عامة
كتبت عالمة الاجتماع ماري بيرنشتاين قائلة: «بالنسبة لحركات مجتمع الميم، فإن الأهداف الثقافية تشمل (على سبيل المثال لا الحصر) تحدي البناءات الاجتماعية المسيطرة للذكورة والأنوثة، ورهاب المثلية، وأولوية الأسرة النووية المغايرة جنسانياً (heteronormativity). تشمل الأهداف السياسية تغيير القوانين والسياسات من أجل الحصول على حقوق ومزايا جديدة وحماية مجتمع الميم من الأذى». وتؤكد برنشتاين على أن النشطاء يسعون لكلا النوعين من الأهداف في المجالين المدني والسياسي.
كما هو الحال مع الحركات الاجتماعية الأخرى، هناك أيضا صراع داخل وبين حركات مجتمع الميم، خاصة حول استراتيجيات التغيير ومناظرات حول من يمثل بالضبط دائرة هذه الحركات، وهذا ينطبق أيضا على تغيير التعليم. هناك جدل حول مدى أهمية عمل كل من المثليات، والمثليون، ومزدوجو الجنس، والمتحولين جنسياً، والمختلطين معاً من أجل هدف واحد. حاول زعماء حركة المثليات والمثليين في السبعينيات والثمانينيات والتسعينيات في الغالب إخفاء المثليات ذوات المنظر الذكوري، والمثليين الأنثويين، والمتحولين جنسياً، وثنائيي الجنس من الظهور العام، مما خلق انقسامات داخلية داخل مجتمعات الميم.
غالباً ما تبنت حركات الميم نوعاً من سياسة الهوية التي ترى الأشخاص مثليي الجنس وثنائيي الجنس والمتحولين جنسياً كفئة ثابتة من الناس؛ وهي أنهم مجرد أقلية. إن أولئك الذين يستخدمون هذا النهج يتطلعون إلى الأهداف السياسية الليبرالية المتمثلة في الحرية والفرص المتساوية، ويهدفون إلى الانضمام إلى التيار السياسي على نفس المستوى مثل المجموعات الأخرى في المجتمع. في الجدال بأن التوجه الجنسي والهوية الجنسية هما أمور فطرية ولا يمكن تغييرهما بالوعي، فإن محاولات تغيير الأشخاص المثليين والمثليات والمتحولين إلى الجنس الآخر («علاج التحويل») تم معارضته بشكل عام من قبل مجتمع الميم. غالباً ما تستند هذه المحاولات إلى المعتقدات الدينية التي تعتبر نشاط المثليين والمثليات وثنائيي الجنس غير أخلاقي.
بعد الثورة الفرنسية، جعل الشعور المقاوم للإكليروس إلى جانب التأثير التحرري لقانون نابليون في البلدان الكاثوليكية من الممكن تجريد قوانين تجريم المثلية. ومع ذلك في البلدان البروتستانتية حيث كانت الكنيسة أقل حدة، لم يكن هناك رد فعل عام ضد القوانين التي كانت دينية في الأصل. ونتيجة لذلك احتفظت العديد من تلك الدول بقوانينها الخاصة بالمثلية حتى أواخر القرن العشرين.

## التاريخ

### عصر التنوير

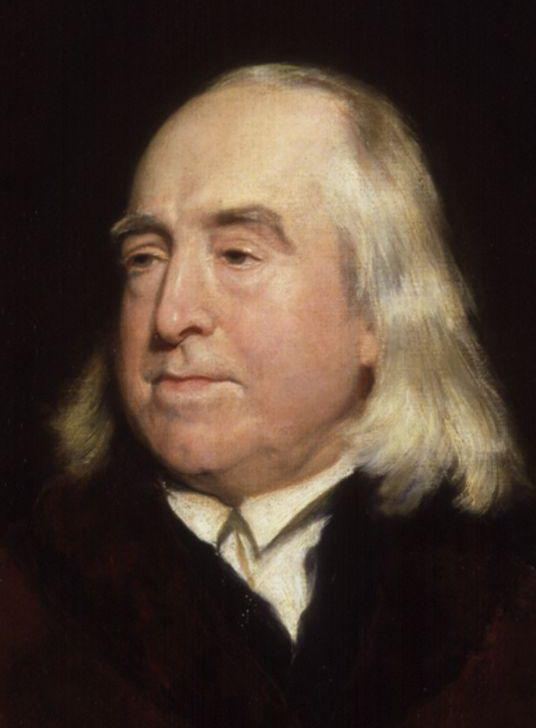
كان جيريمي بنثام من أوائل من دعوا إلى إلغاء تجريم المثلية.

كانت المثلية وارتداء ملابس الجنس الآخر تعتبر أفعال غير مقبولة اجتماعياً على نطاق واسع في أوروبا في القرنين الثامن عشر والتاسع عشر، وكانا يمثلان جرائم خطيرة في إطار قوانين تجريم المثلية وتحديد النفقات. ولكن كانت هناك مع ذلك بعض الاستثناءات. على سبيل المثال كان ارتداء ملابس الجنس الآخر شائعاً في المسرحيات في القرن السابع عشر، كما هو واضح في محتوى العديد من مسرحيات وليام شكسبير وأداء الممثلين (بما أن الأدوار الأنثوية في المسرح الإليزابيثي كانت دائما يؤديها الذكور، وعادة يكونوا غلماناً في سن ما قبل المراهقة).
كتب توماس كانون ما يمكن أن يكون أقرب دفاع منشور عن المثلية الجنسية في اللغة الإنجليزية «المثلية قديماً وحديثاً: شرحاً وأمثلة» Ancient and Modern Pederasty Investigated and Exemplifyed . على الرغم من أن أجزاء فقط من أعماله بقيت على قيد الحياة، إلا أنها كانت عبارة عن مختارات مضحكة مدافعة عن المثلية، كانت مكتوبة بحماسة واضحة لموضوعها. كما أنها تحتوي على هذه الحجة: "الرغبة غير الطبيعية هي تناقض في المصطلحات؛ هراء واضح بالتأكيد. الرغبة هي اندفاع غرامي من أعماق أجسامنا البشرية: أليس كذلك، مهما شُيِّدَتْ حسب المجتمع إجباريًا -بالطبع- أمراً طبيعياً؟ "

### ظهور حركة مجتمع الميم LGBT
أصبحت المواقف الاجتماعية تجاه المثلية أكثر عدائية في أواخر العصر الفيكتوري بالعديد من الطرق. حيث أدرج تعديل لابوشير في قانون تعديل القانون الجنائي في عام 1885، الذي يجرم «أي فعل فاحش بشكل فاضح مع أي ذكر آخر»؛ وهي تهمة تم استدعاؤها بنجاح لإدانة الكاتب المسرحي أوسكار وايلد في عام 1895 بأشد عقوبة ممكنة بموجب القانون.
كتب عالم الجنس الإنجليزي هافلوك إليس أول دراسة علمية موضوعية حول المثلية الجنسية في عام 1897، والذي عالجها كحالة جنسية محايدة. مطلقهاً عليها مصطلح «انقلاب جنسي» Sexual Inversion، وقد تمت طباعته بالألمانية أولاً ثم ترجمته إلى الإنجليزية بعد ذلك بعام. جادل إليس في الكتاب بأن العلاقات المثلية لا يمكن وصفها بأنها اختلال نفسي أو جريمة، وأن أهميتها ارتفعت فوق القيود التعسفية المفروضة من قبل المجتمع. كما درس ما سماه «العلاقات بين الأجيال» وأن هذه أيضا حطمت المحرمات المجتمعية فيما يخص فارق السن بين الطرفين في العلاقات الجنسية. كان الكتاب مثيرا للجدل في ذلك الوقت حيث تم اتهام بائع لحيازة نسخ من العمل. يقال إن إليس صاغ مصطلح «مثلي الجنس»، لكنه في الحقيقة لم تعجبه الكلمة بسبب اختلاطها باليونانية واللاتينية.
تم تشكيل العديد من الجماعات السرية أو شبه السرية لتعزيز حقوق المثليين جنسياً في الولايات المتحدة في وقت مبكر من القرن العشرين، ولكن لم يعرف الكثير عنها. أفضل مجموعة موثقة هي «جمعية هنري جربر لأجل حقوق الإنسان» Henry Gerber's Society for Human Rights في شيكاغو في عام 1924، والتي سرعان ما تم قمعها.

### حركة هوموفيل (1945-1969)
ظهر عدد من الجماعات الحقوقية المثلية أو أعيد إحياءها في جميع أنحاء العالم الغربي بعد الحرب العالمية الثانية مباشرة في بريطانيا وفرنسا وألمانيا وهولندا والدول الاسكندنافية والولايات المتحدة. تفضل هذه المجموعات عادة مصطلح homophile على مصطلح مثلي الجنس، مؤكدة أولوية الحب على الجنس. بدأت الحركة في أواخر الأربعينيات بمجموعات في هولندا والدنمارك، واستمرت طوال الخمسينات والستينات مع مجموعات في السويد والنرويج والولايات المتحدة وفرنسا وبريطانيا وأماكن أخرى. تم تمويل شركة ONE وهي أول منظمة مثلية عامة في الولايات المتحدة، من قبل الغني المتحول جنسياً ريد إريكسون.
ضغطت حركة هوموفيل لتأسيس تأثير بارز للقبول الاجتماعي في الأنظمة السياسية. كان المتطرفون في السبعينيات في وقت لاحق ينتقصون من جماعات الهوموفيل في البلاد لكونهم متسامحين. كانت كل المظاهرات منظمة ومهذبة. وبحلول عام 1969 كان هناك عشرات المنظمات والمنشآت العائلية في الولايات المتحدة، وتم تشكيل منظمة وطنية ولكن تم تجاهلها إلى حد كبير من قبل وسائل الإعلام. وقال بعض المؤرخين إن مسيرة المثليين عام 1962 التي عقدت أمام قاعة الاستقلال في فيلادلفيا، تمثل بداية الحركة الحديثة لحقوق المثليين. في هذه الأثناء في سان فرانسيسكو، تم تشكيل منظمة شباب Vanguard من قبل أدريان رافارور للتظاهر من أجل المساواة، واعتصم أعضاء Vanguard من أجل الحقوق المتساوية خلال شهري أبريل ويوليو 1966، تلتها أحداث شغب كومبتون في أغسطس 1966، حيث تظاهرت عاهرات الشوارع المتحولات جنسيا في حي تندورلين الفقير ضد تحرش الشرطة في مطعم شعبي شهير طوال الليل، وهي كافيتيريا جيني كومبتون.
نُشِر تقرير ولفيندن في بريطانيا في 4 سبتمبر 1957 بعد إدانات مشهورة عن المثلية الجنسية لرجال معروفين، بما في ذلك اللورد مونتاجو. وبغض النظر عن الأفكار التقليدية آنذاك، أوصت اللجنة بأن «السلوك المثلي بين البالغين المتراضين وداخل أماكن خاصة يجب ألا يعد جريمة جنائية». وكان الكل ما عدا جيمس أدير يؤيدون ذلك، وخلافاً لبعض أدلة الشهود الطبية والنفسية في ذلك الوقت، وجدوا أن «المثلية الجنسية لا يمكن اعتبارها قانونياً كمرض، لأنه في كثير من الحالات يكون هو العرض الوحيد، ويترافق تمام الصحة العقلية في كافة النواح الأخرى». وأضاف التقرير «إن مهمة القانون هي الحفاظ على النظام العام واللياقة، وحماية المواطن مما هو مسيء أو ضار، وتوفير ضمانات كافية ضد استغلال وفساد الآخرين ... ليس وظيفة القانون -من وجهة نظرنا- التدخل في الحياة الخاصة للمواطنين، أو السعي لفرض أي نمط معين من السلوك».
وأدى التقرير في النهاية إلى إدخال مشروع قانون الجرائم الجنسية لعام 1967 الذي أيده النائب العمالي روي جينكينز، ثم وزير شئون حزب العمل. وكان قانون المخالفات الجنسية يجرم الأعمال الجنسية المثلية بين رجلين فوق سن 21 عاما في الأماكن غير العامة في إنجلترا وويلز.
أصبح النشاط ثنائي الجنس أكثر وضوحًا في نهاية الستينات في الولايات المتحدة. حيث قام الناشط ذا الميول الجنسية المزدوجة روبرت أ. مارتن (الملقب بـ Donny the Punk) بتأسيس رابطة Homophile League في جامعة كولومبيا وجامعة نيويورك. واعترفت جامعة كولومبيا رسميًا بهذه المجموعة في عام 1967، مما جعلها أول كلية في الولايات المتحدة تعترف رسميًا بمجموعة من الطلاب المثليين. كما بدأت النشاطات الحقوقية نيابة عن ثنائيي الجنس على وجه الخصوص في النمو، خاصة في سان فرانسيسكو.

### حركة تحرير المثليين (1969-1974)
قامت الجمعية الأمريكية للطب النفسي بإزالة «المثلية الجنسية» من الدليل التشخيصي للأمراض العقلية في عام 1973.
أدت الحركات الاجتماعية الجديدة في الستينات، مثل حركة القوة السوداء Black Power وحركات الحرب المناهضة لفيتنام في الولايات المتحدة، وتمرد مايو 1968 في فرنسا، وتحرير المرأة في جميع أنحاء العالم الغربي، إلى إلهام العديد من الناشطين المثليين ليصبحوا أكثر راديكالية، وظهرت حركة تحرير المثليين قرب نهاية العقد. غالباً ما تُعزى هذه الراديكالية الجديدة إلى أعمال الشغب في ستونوول في عام 1969، عندما قاومت مجموعة من الرجال المثليين والمثلييات في حانة في نيويورك غارة للشرطة.
كان تعطيل افتتاح مهرجان 1971 للضوء أفضل تنظيم لعمل الحقوقيين. اجتمع مهرجان النور الذي تضمنت قيادته ماري وايت هاوس في قاعة الميثوديست المركزية. ثم غزت مجموعات من أعضاء GLF وبدأوا في تقبيل بعضهم البعض تلقائيا. وأطلق آخرون فئران، وأصوات مسموعة ورايات، وتمكنت جماعة منهم من الوصول إلى الطابق السفلي وإغلاق الأضواء مرتديين زي عمال.
احتج النشطاء على تصنيف الشذوذ الجنسي كمرض عقلي من قبل الجمعية الأمريكية للطب النفسي في دليل التشخيص والإحصاء للاضطرابات العقلية عام 1970، وتم استبداله بفئة «اضطراب التوجه الجنسي» في عام 1974 والذي تم حذفه أيضًا، ولكن مع ذلك يظل مصطلح «اضطراب الهوية الجندرية» مستخدماً حتى اليوم.
أصبحت السويد أول بلد في العالم يسمح للأشخاص بتغيير جنسهم في عام 1972 من خلال التشريع لتغيير جنسهم جراحياً وتوفير العلاج بالهرمونات البديلة مجاناً. سمحت السويد أيضا أن يكون عمر موافقة الشركاء من نفس الجنس سن 15، مما يجعلها على قدم المساواة مع الأزواج من جنسين مختلفين.
كما تأسست مجموعات المثليين في اليابان في 1970.

### حركة حقوق المثليين (1972 - حتى الآن)

#### 1972 -1986

تقنين زواج المثليين في أوروبا من 1900 وحتى 2021.

جادل المدافعون عن حقوق المثليين والمثليات أن التوجه الجنسي للمرء لا يعكس نوع الجنس. وهذا يعني أنه يمكنك أن تكون رجلاً وتريد رجلاً دون أي انعكاسات على هويتك الجنسية كرجل، ونفس الشيء صحيح إذا كنت امرأة. تم تقديم المثليين والمثليات على أنهم طبيعيين مثلهم مثل أي شخص مغاير جنسياً في كل شيء إلا في اختلاف الممارسات الجنسية الخاصة.
في عام 1979، طلب عدد من الأشخاص في السويد أجازة مرضية متحججين بكونهم مثليين، احتجاجًا على أن المثلية الجنسية تصنف على أنها مرض. وأعقب ذلك احتلال ناشط للمكتب الرئيسي للمجلس الوطني للصحة والرعاية الاجتماعية. وفي غضون بضعة أشهر أصبحت السويد أول بلد في العالم يزيل المثلية الجنسية كمرض.
وفي كندا شهد سريان المادة 15 من الميثاق الكندي للحقوق والحريات في عام 1985 تحولاً في حركة حقوق المثليين في كندا، مع انتقال المثليين والمثليات الكندية من التحرر إلى الاستراتيجيات الدينية. وانطلاقاً من قواعد حماية الميثاق ومفهوم ثبات المثلية الجنسية، سرعان ما تطورت الأحكام القضائية بسرعة، بما في ذلك الحقوق التي أجبرت الحكومة الكندية على إضفاء الشرعية على زواج المثليين. وقد قيل إنه في حين أن هذه الاستراتيجية كانت فعالة للغاية في تعزيز السلامة والكرامة والمساواة بين المثليين الكنديين، إلا أن تركيزها على التشابه جاء على حساب الاختلاف وربما قوض الفرص لإحداث تغيير أكثر فائدة.
وقام مارك سيغال -الذي غالباً ما يشار إليه بعميد الصحافة الأمريكية للمثليين- بتعطيل الأخبار المسائية الصادرة عن شبكة سي بي أس مع والتر كرونكايت عام 1973، وهو حدث نشر في الصحف في جميع أنحاء البلاد ووصل إلى 60٪ من الأسر الأمريكية، وكان العديد منهم يقرأون أو يسمعون عن المثلية الجنسية أول مرة.
حدثت نكسة أخرى في الولايات المتحدة في عام 1986، عندما أيدت المحكمة العليا في الولايات المتحدة قانون جورجيا لمكافحة المثلية في قضية باورز ضد هاردويك. (تم إلغاء هذا الحكم بعد عقدين من الزمن في قضية لورنس ضد تكساس).

#### القرن الواحد والعشرون

علم قوس قزح

كانت هولندا أول بلد يسمح بزواج المثليين في عام 2001. بعد بلجيكا عام 2003 وكندا في عام 2005.وتم الاعتراف أيضًا بزواج المثليين في السويد والأرجنتين وأيسلندا وأيرلندا والنرويج وجنوب أفريقيا وإسبانيا والبرتغال والدنمارك وأوروغواي والبرازيل وفرنسا وكولومبيا ونيوزيلندا والمكسيك وإسرائيل (على الرغم من عدم أدائها هناك) والمملكة المتحدة والولايات المتحدة اعتبارًا من عام 2016. أصبحت جنوب إفريقيا أول دولة إفريقية تضفي الشرعية على زواج المثليين في عام 2006، وهي حالياً الدولة الإفريقية الوحيدة التي يكون فيها زواج المثليين قانونيًا. وخلال هذه الفترة نفسها، قامت بعض البلديات بسن قوانين ضد المثلية الجنسية. على سبيل المثال، حاولت مقاطعة ريا بولاية تنيسي دون جدوى «حظر المثليين جنسياً» في عام 2006.
في قضية لورانس ضد تكساس في عام 2003، ألغت المحكمة العليا للولايات المتحدة قوانين تجريم المثلية في أربع عشرة ولاية، مما جعل ممارسة الجنس المثليين بالتراضي قانونية في جميع الولايات الخمسين، وهي خطوة هامة إلى الأمام في نشاط المثليين والمثليين، وهي خطوة سعى إليها بشدة من قبل نشطاء منذ بداية الحركات الاجتماعية الحديثة للميم.
وفي الفترة من 6 إلى 9 نوفمبر 2006، اعتمدت مبادئ يوغياكارتا بشأن تطبيق القانون الدولي لحقوق الإنسان فيما يتعلق بالميل الجنسي والهوية الجنسانية في اجتماع دولي من 29 اختصاصيا، هما اللجنة الدولية للحقوقيين والخدمة الدولية لحقوق الإنسان. واعتمدت الجمعية العامة للأمم المتحدة إعلان الأمم المتحدة بشأن التوجه الجنسي والهوية الجنسية في 13 ديسمبر 2008.
وصوتت جمعية الكنيسة السويدية بقوة لصالح مباركة زواج المثليين في 22 أكتوبر 2009، بما في ذلك السماح باستخدام مصطلح الزواج.
كما أصبحت أيسلندا أول بلد في العالم يشرع زواج المثليين من خلال تصويت بالإجماع: 49-0، في 11 يونيو 2010. وبعد شهر، أصبحت الأرجنتين أول بلد في أمريكا اللاتينية يشرع زواج المثليين.
أصبحت جنوب إفريقيا أول دولة أفريقية تضفي الشرعية على زواج المثليين في عام 2006، وهي لا تزال الدولة الإفريقية الوحيدة التي يكون فيها زواج المثليين قانونيًا. وعلى الرغم من هذا الارتفاع في التسامح مع مجتمع الميم في جنوب أفريقيا، أصبحت حالات الاغتصاب التصحيحية سائدة كرد على الجهر بالمثلية، واستهدفت في المقام الأول النساء الفقيرات اللواتي يعشن في البلدات وأولئك اللواتي لا يتمتعن بالقدرة على الاستجابة للجرائم بسبب الافتقار الملحوظ لحضور الشرطة والتحيز الذي قد يواجهونه عند الإبلاغ عن الاعتداءات.
كما تم إلغاء قانون «لا تسأل، لا تخبر» الذي صدر عام 1993، الذي يحظر على الأشخاص المثليين الخدمة بشكل علني في الجيش الأمريكي، في عام 2010. وهذا يعني أن المثليين والمثليات يمكنهم الآن أن يخدموا بشكل علني في الجيش دون أي خوف من الفصل بسبب ميولهم الجنسية. أصدر مكتب الولايات المتحدة للإسكان والتنمية الحضرية التابع للإسكان العادل وتكافؤ الفرص في عام 2012 قانونًا لحظر التمييز في برامج الإسكان المدعومة من الحكومة الفيدرالية. وتضمن اللوائح الجديدة أن تكون برامج الإسكان الأساسية للإدارة مفتوحة لجميع الأشخاص المؤهلين، بغض النظر عن الميول الجنسية أو الهوية الجنسية.
أيضاً وقعت سلسلة من الاحتجاجات التي نظمتها منظمة «إضافة الكلمات»، وأيداهو، وسناتور الدولة السابقة نيكول ليفافور في أوائل عام 2014، حيث حدث عصيان مدني واعتقالات مصاحبة، في بويز. أيداهو هو الذي دعا إلى إضافة عبارة التوجه الجنسي والهوية الجنسية إلى قانون حقوق الإنسان في الولاية.
حكمت المحكمة العليا الأمريكية في قضية أوبرجفيل ضد هودجز في 26 يونيو 2015 بأصوات كانت 5 إلى 4 بأن الدستور ينص على السماح للزوجين من نفس الجنس بالزواج بغض النظر عن المكان الذي يعيشان فيه في الولايات المتحدة. وبهذا الحكم أصبحت الولايات المتحدة الأمريكية الدولة السابعة عشر التي تسمح بزواج المثليين.
أجرت أستراليا استبيانًا وطنيًا حول موضوع الزواج من نفس الجنس في الفترة ما بين 12 سبتمبر و7 نوفمبر 2017؛ أيد 61.6٪ من أفراد العينة الاعتراف القانوني بالزواج المثلي الجنس على مستوى البلاد. وهذا مهد الطريق أمام مناقشة مشروع قانون عضو خاص في البرلمان الفيدرالي.

## الرأي العام في الولايات المتحدة

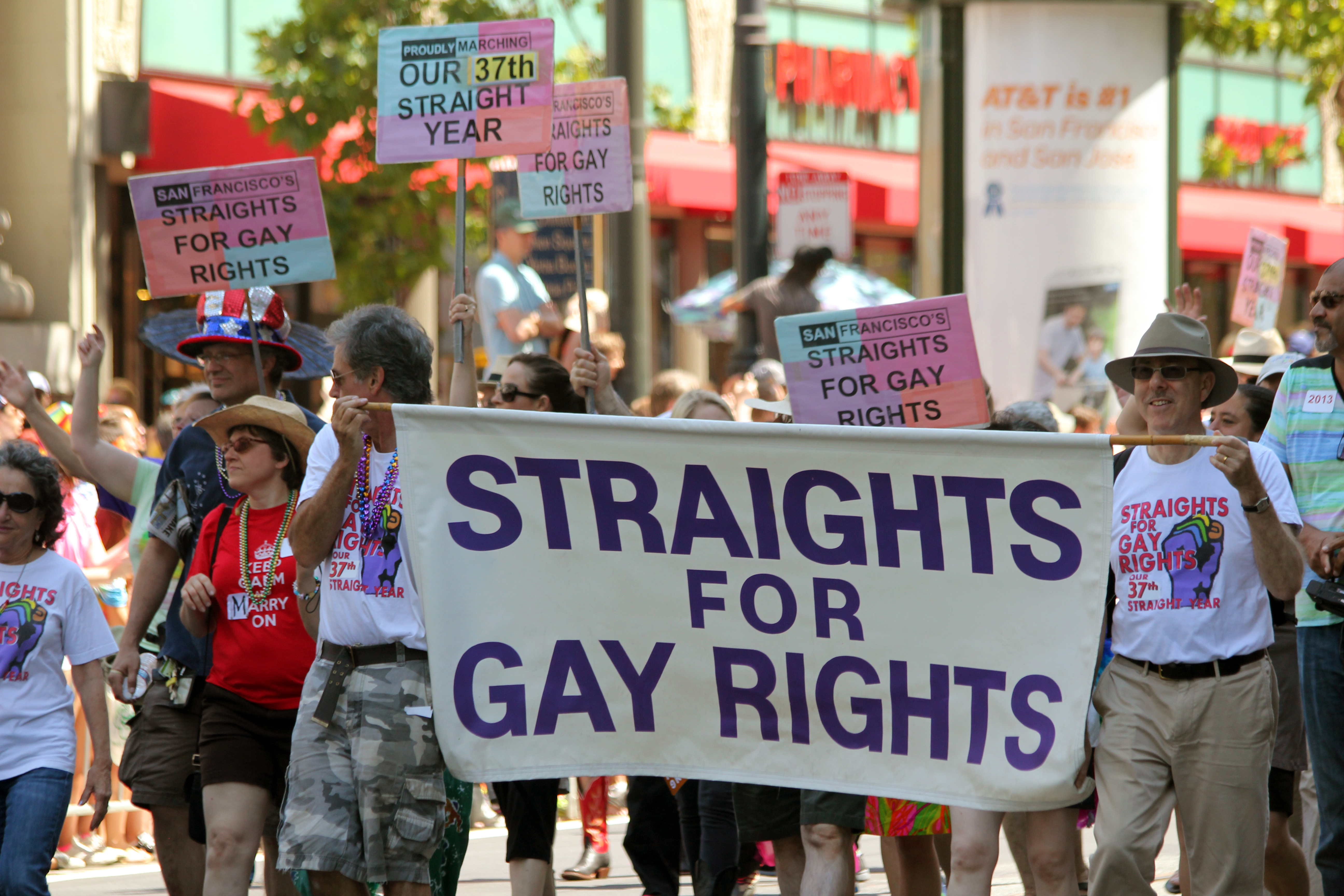
السنوية السابعة والثلاثين لحراك "Straights For Gay Rights" في كاليفورنيا.

تعارض حركات المثليين من قبل مجموعة متنوعة من الأفراد والمنظمات، الذين قد يكون لديهم اعتراض شخصي أو معنوي أو سياسي أو ديني على حقوق المثليين أو العلاقات الجنسية المثلية أو الأشخاص المثليين. ويقول المعارضون إن العلاقات الجنسية المثلية ليست زيجات، وأن إضفاء الشرعية على زواج المثليين سيفتح الباب أمام إضفاء الشرعية على تعدد الزوجات، وأنه غير طبيعي وأنه يشجع على السلوك غير الصحي. يعتقد بعض المحافظين الاجتماعيين أن جميع العلاقات الجنسية مع أشخاص آخرين غير الزوجين من الجنس الآخر تقوض الأسرة التقليدية وأنه يجب تربية الأطفال في منازل مع أب وأم على حد سواء. بينما أصبح المجتمع أكثر قبولا للمثلية الجنسية، كان هناك أيضا ظهور للعديد من الجماعات التي ترغب في إنهاء المثلية الجنسية؛ فمثلاً كانت إحدى أفضل المجموعات المعروفة التي أنشئت لهذا الهدف هي حركة المثليين السابقين والتي نشطت خلال تسعينات القرن الماضي.
يشعر بعض الناس بالقلق من أن حقوق المثليين تتعارض مع حرية تعبير الأفراد، والحريات الدينية في مكان العمل، والقدرة على إدارة الكنائس، والمنظمات الخيرية، والمنظمات الدينية الأخرى التي لديها وجهات نظر اجتماعية وثقافية معارضة لحقوق المثليين. هناك أيضًا قلق من أن المنظمات الدينية قد تضطر إلى قبول الزيجات من نفس الجنس وأداءها أو تخاطر بفقدان إعفائها من الضرائب.
يروي إريك روفيس مؤلف كتاب «إعادة التفكير الجذري للجنسانية والتعليم المدرسي» أن إدراج تعاليم حول المثلية الجنسية في المدارس العامة سيلعب دوراً مهماً في تحويل الأفكار العامة حول الأفراد المثليين والمثليات.
كما ينير ديفيد كامبوس، مؤلف كتاب «الجنس والشباب والتربية الجنسية: دليل مرجعي» الحجة التي اقترحها أنصار برامج التربية الجنسية في المدارس العامة. حيث يزعم العديد من مؤيدي حقوق المثليين أن التعاليم حول التوجهات الجنسية المتنوعة الموجودة خارج العلاقة الجنسية المشتركة سينشأ جيلاً من الأطفال على دراية جيدة بالعالم من حولهم. ومع ذلك يعترف كامبوس أيضًا بأن مناهج التربية الجنسية وحدها لا يمكنها تعليم الشباب عن العوامل المرتبطة بالميل الجنسي، ولكنه بدلاً من ذلك يقترح أن تطبق المدارس سياسات تخلق بيئة تعليمية آمنة للمدارس وتعزز دعم الشباب المثليين. إنه يعتقد أن المدارس التي تقدم معلومات واقعية وغير متحيزة عن التوجه الجنسي، إلى جانب برامج المشورة الداعمة لهؤلاء الشبان المثليين، ستغير الطريقة التي يعامل بها المجتمع المثلية الجنسية.
يؤثر الموقع السكني أيضا على الأفكار نحو الزواج من نفس الجنس. حيث وجد أن سكان المناطق الريفية والجنوبية هم أكثر معارضة بشكل كبير لزواج المثليين بالمقارنة مع المقيمين في أماكن أخرى. حيث يواجه المثليون والمثليات الذين يعيشون في المناطق الريفية العديد من التحديات، من ضمنها: بعد السكان عن بعضهم، والثقافة التقليدية التي يحتفظ بها السكان الأصغر سناً في معظم المناطق الريفية، وبصفة عامة المناخ الاجتماعي المعادي للمثليين مقارنة بالمناطق الحضرية، والدعم الاجتماعي والمؤسسي الأقل وصولاً مقارنة بالمناطق الحضرية. من أجل مكافحة هذه المشكلة التي يواجهها مجتمع الميم، تم إنشاء شبكات اجتماعية وتطبيقات مخصصة لهم، مثل Moovs. وهذه التطبيقات مخصصة للأفراد الذين لديهم ميول متشابهة، وتقوم بتمكينهم من التواصل وتشارك كل ما يفكرون فيه، وتجعل المجتمع الكبير كأنه شخص واحد.

## وصلات خارجية
- «قبل ثورة ستونوول: الناشطون المدافعون عن حقوق المثليين والمثليات» (بالإنجليزية)
- فهم التوجه الجنسي والهوية الجندرية (بالإنجليزية)